# Verwaltungsgemeinschaft Gundelfingen an der Donau
Die Verwaltungsgemeinschaft Gundelfingen an der Donau (amtlich Gundelfingen a.d.Donau) liegt im schwäbischen Landkreis Dillingen an der Donau und wird von folgenden Gemeinden gebildet:
1. Bächingen a.d.Brenz, 1388 Einwohner, 7,35 km²
2. Gundelfingen a.d.Donau, Stadt, 8026 Einwohner, 54,06 km²
3. Haunsheim, 1642 Einwohner, 17,81 km²
4. Medlingen, 1013 Einwohner, 17,09 km²

Sitz der Verwaltungsgemeinschaft ist Gundelfingen an der Donau.